# Apocalypsis
Apocalypsis é um gênero de mariposa pertencente à família Bombycidae.

## Descrição

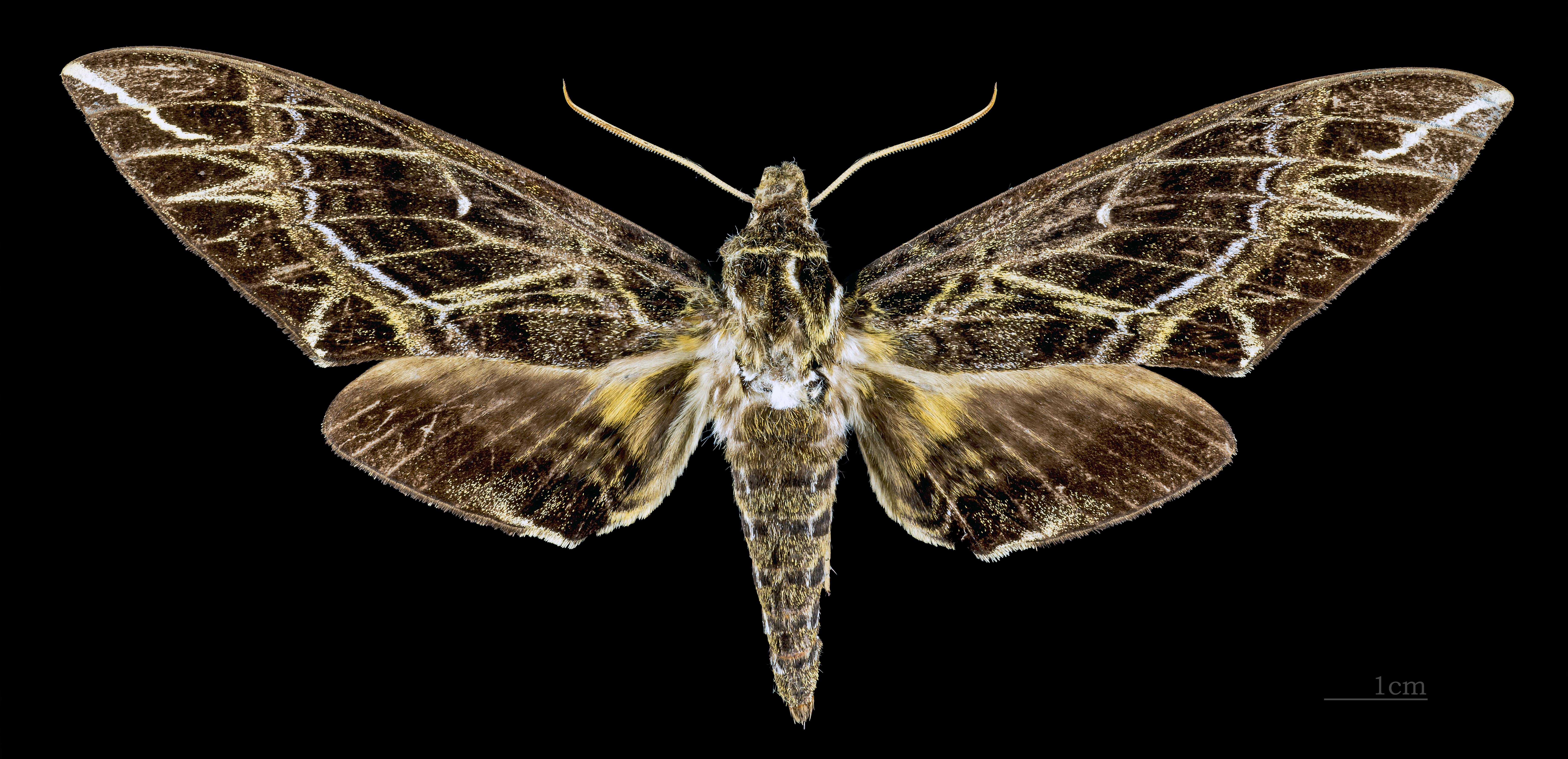
Apocalypsis velox ♀
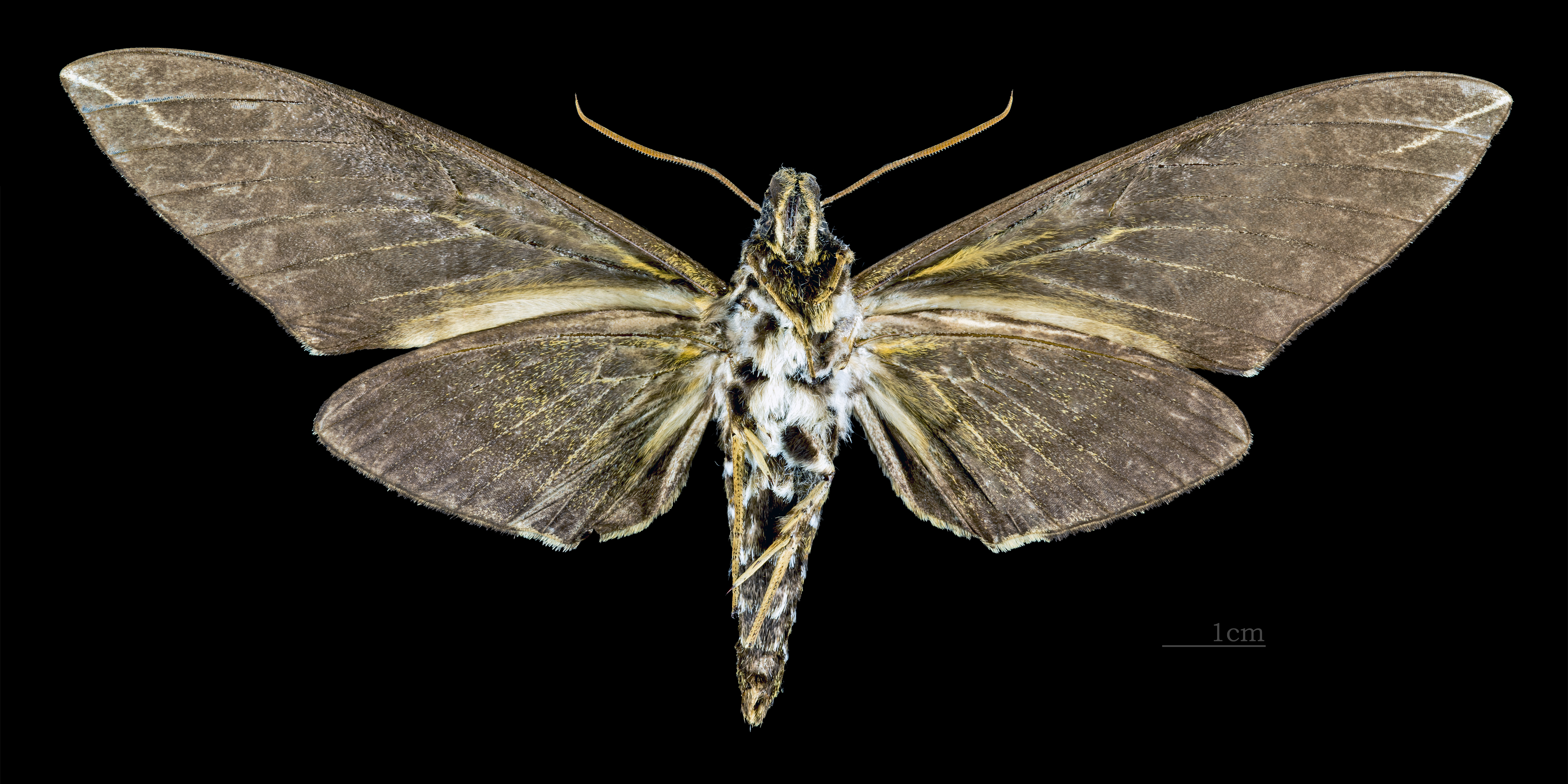
Apocalypsis velox  ♀ △